# Falsul Dmitri I
Falsul Dmitri I (rusă Лжедмитрий, transliterat: Ljedmitrii), (n. secolul al XVI-lea, Moscova, Țaratul Rusiei – d. 27 mai 1606, Moscova, Țaratul Rusiei)  a fost țar al Rusiei din 21 iulie 1605 până la moartea sa la 17 mai 1606 sub numele de Dimitri Ioanovici (rusă :Димитрий Иоаннович). Uneori se face referire la el cu titlul de Dmitri I. A fost unul dintre cei trei impostori care au pretins în timpul perioadei Timpurile tulburi că ar fi fost fiul cel mic al țarului Ivan cel Groaznic, care se presupune că a scăpat unei tentative de asasinat în 1591. În general se crede că adevăratul Dmitri a murit la Uglici și că numele real al acestui fals Dmitri a fost Grigori Otrepiev, deși acest lucru nu este sigur.
Pretențiile falsului Dmitri au fost imediat aprobate de mama adevăratului Dmitri, Maria, și de familia ei. Vasili Șuiski, care declarase anterior că Dmitri a fost victima unui accident, susținea acum că asasinii trimiși de Boris Godunov l-au asasinat din greșeală pe un tovarăș de joacă a lui Dmitri.
Boierii exilați de țarul Godunov au recunoscut legitimitatea impostorului și au fost repuși în drepturi. Curând sentimentele de simpatie s-au întors împotriva impostorului. Suita lui poloneză a provocat un val de repulsie în Moscova. Căsătoria lui în 1606 cu poloneza Marina Mniszeck a înrăutățit lucrurile și mai mult. Nu purta barbă, nesocotind perceptele ortodoxiei, și nu consuma alcool.
În scurt timp Vasili Șuiski s-a întors împotriva impostorului. Spre sfârșitul anului 1605 el a revenit asupra evenimentelor din anul 1591 și a susținut că într-adevăr Dmitri a fost ucis în acel an. În mai 1606 Șuiski și alți boieri l-au răsturnat pe Falsul Dmitri și l-au ucis, după care mulțimea a omorât sute de susținători ai săi ruși și polonezi. 